# 싱가포르윗수염박쥐
싱가포르윗수염박쥐(Myotis oreias)는 애기박쥐과 윗수염박쥐속에 속하는 박쥐이다. 싱가포르에서만 발견된다.

## 특징
작은 박쥐로 전완장은 38.5mm이고 귀 길이는 14mm이다. 털이 길고 무성하며 주둥이 넘어 콧구멍까지 뻗어 있다. 등 쪽은 털 끝이 누르스름한 갈색을 띠는 짙은 갈색털이 덮여 있다. 배 쪽은 약간 밝은 색을 띤다.

## 분포 및 서식지
싱가포르에서 포획한 완모식표본만이 알려져 있으며 현재 네덜란드 레이던의 자연 생물 다양성 센터에 보관되어 있다.